# Mario Trevi - 15º volume
 Mario Trevi - 15° volume, pubblicato nel 1982 su 33 giri (PMT 54) e Musicassetta (PMC 54), è un album discografico del cantante Mario Trevi.

## Il disco
L'album è una raccolta di brani napoletani classici interpretati da Mario Trevi.

## Tracce
1. Piscaturella (Pisano-Alfieri)
2. Li Funtanelle (Bonagura-Bergamo-Benedetto)
3. Nunn'a penzo proprio cchiù (Capillo-Lama)
4. 'A Cemmenera (Langella-Alfieri)
5. Vennegna (Bonagura-Cozzoli)
6. 'A Luciana (Cioffi-Cioffi)
7. 'A bbonanema 'e ll'ammore (Iovino-Festa)
8. 'Mmasciata 'e gelusia (Napoli-Rendine)
9. Ncopp' 'e Camaldule (De Lutio-Cioffi)
10. Chitarrella chitarrè (Cioffi-Cioffi)